# 셧다운

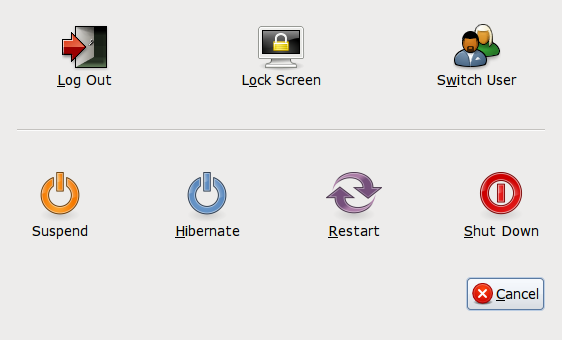
우분투의 셧다운 박스

셧다운(shutdown)은 전원 공급 중단 또는 사고나 기타 장치 등의 오류로 컴퓨터 시스템의 작동이 중지되는 것이다. 통제된 방식으로 컴퓨터의 주요 부품들로부터 전원을 제거하는 것을 의미하기도 한다. 컴퓨터가 종료된 후 CPU, RAM 모듈, 하드 디스크 드라이브와 같은 주요 구성 요소의 전원이 꺼지지만 내부 시계와 같은 일부 내부 구성 요소에는 전원이 유지될 수 있다.

## 개요
셧다운은  컴퓨터의 전원을 끄거나 컴퓨터를 다시 시작하는데 사용된다. 일반적으로 윈도우에서는 바탕 화면의 시작 메뉴에서 종료 옵션 (단축키 U)를 선택하여 컴퓨터를 종료시키거나 다시 시작시키거나 절전 모드로 만든다.
셧다운을 이용한 바로 종료 기능을 이용할 수도 있다. 시간을 넣어서 몇 시간 뒤에 종료되게 하거나, 바로 종료하거나, 재시작하게 하거나, 이 기능들을 멈출 수 있게 할 때 쓰인다.

## 구현

### 윈도우
마이크로소프트 윈도우에서 shutdown.exe라는 명령을 사용하면 사용자의 컴퓨터나 네트워크 상의 다른 사용자의 컴퓨터를 종료할 수 있다.

### OS X
OS X에서 관리자는 유닉스 shutdown 명령을 사용하여 종료가 가능하다.

### 유닉스/리눅스
유닉스와 리눅스에서 shutdown 명령어는 컴퓨터를 종료하거나 재시작하는데 이용할 수 있다. 오직 슈퍼유저만이 시스템을 종료할 수 있다.

## 같이 보기
- 셧다운 제도
- 부팅